# Roger Cañas
Roger Cañas Henao (Medellín, Antioquia, Colombia; 27 de marzo de 1990) es un futbolista colombiano que juega de mediocampista.

## Trayectoria

### Independiente Medellín
Debutó en Medellín en el 2008, fue campeón del Torneo Finalización 2008 (Colombia) Aquí compartió el equipo con Juan Guillermo Cuadrado y Jackson Martínez quien le dio la asistencia para que anotara su primer gol como profesional en la Copa Colombia 2008. Jugó la Copa Libertadores 2009, luego de jugar la copa le apareció la oportunidad de jugar por el Chievo Verona lo que finalmente sería engaños de unos empresarios. Mientras entrenaba un empresario ruso le habló la posibilidad de ir a Rusia.

### Tranzīts Ventspils
Después de jugar en el Tranzīts Ventspils durante el primer semestre de 2010, Cañas estaba cerca de firmar para la Serie A Udinese durante el verano, pero después de un Mundial pobre de Italia, la Federación Italiana de Fútbol cambió las limitaciones a los jugadores extranjeros, lo que significa Udinese solamente podía firmar un nuevo jugador en la temporada.

### Jagiellonia Białystok
En agosto de 2011, fue cedido al Jagiellonia Białystok el contrato de un año.

### Shakhter Karagandá
En enero de 2012, Cañas firmó para el Shakhter Karagandá de la Liga Premier de Kazajistán.

### Astana
En enero de 2014 Cañas firmó por Metalurg Donetsk, sin embargo Cañas nunca jugó para el Metalurg Donetsk como fue puesto en libertad por el club a principios de febrero, después de examen médico mostró la presencia de un solo riñón. Cañas continuo y pasó a firmar un contrato de dos años con el Astana el 2 de febrero de 2014, jugó la Liga Europa de la UEFA 2014-15.
El 26 de agosto sería titular en el juego de vuelta de la Champions League en el que su equipo clasificaría por primera vez a la fase de grupos de la Liga de Campeones 2015/16 derrotando en el global 2 a 1 al APOEL Nicosia y siendo el primer equipo de Kazajistán en jugar dicha competencia. Su debut en la Champions League sería el 15 de septiembre en la derrota como visitantes 2-0 contra el Benfica.

Marcaría su primer gol en la Liga de Campeones 2015/16 el 30 de septiembre dándole el punto histórico a su equipo al empatar 2-2 con Galatasaray.

Se coronaría campeón de la Liga Premier de Kazajistán 2015 el 8 de noviembre en la victoria por la mínima frente a Aktobe. A mediados del 2016 fue voceado para llegar al Deportivo La Coruña, Real Betis, Atalanta y Tolouse fichajes que finalmente no se concretarían.

### APOEL Nicosia
El 30 de enero de 2017 es presentado como nuevo jugador del APOEL Nicosia de la Primera División de Chipre, cedido por medio año por 2 millones de euros. Debutaría en febrero en la victoria por la mínima  frente a Karmiotissa. Su primer gol lo marca el 20 de marzo en la victoria 2 a 0 como locales sobre AEL Limassol.

### Ordabasy
El 29 de julio es presentado como nuevo jugador del Ordabasy de la Liga Premier de Kazajistán cedido por seis meses.

### Shakhtyor Soligorsk
En febrero de 2018 inicia una nueva etapa en Bielorrusia firmando con el Shakhtyor Soligorsk.

### Irtysh Pavlodar
En enero de 2019 regresó a Kazajistán para jugar en el FC Irtysh Pavlodar. Su primer gol lo marca el 17 de marzo en la victoria 3 por 1 como visitantes ante FC Atyrau.

## Estadísticas
| Club                              | Temporada           | Liga  | Liga  | Copa Nacional | Copa Nacional | Cop Internacional | Cop Internacional | Total | Total |
| Club                              | Temporada           | Part. | Goles | Part.         | Goles         | Part.             | Goles             | Part. | Goles |
| --------------------------------- | ------------------- | ----- | ----- | ------------- | ------------- | ----------------- | ----------------- | ----- | ----- |
| Independiente Medellín · Colombia | 2008                | 4     | 0     | 1             | 1             | —                 | —                 | 5     | 1     |
| Independiente Medellín · Colombia | 2009                | 27    | 0     | 1             | 0             | 4                 | 0                 | 32    | 0     |
| Independiente Medellín · Colombia | Total               | 31    | 0     | 2             | 1             | 4                 | 0                 | 37    | 1     |
| Tranzīts Ventspils Letonia        | 2010                | 4     | 1     | —             | —             | —                 | —                 | 4     | 1     |
| Sibir Novosibirsk · Rusia         | 2010-11             | 14    | 0     | 1             | 0             | 2                 | 0                 | 17    | 0     |
| Sibir Novosibirsk · Rusia         | 2011-12             | 7     | 0     | 1             | 0             | —                 | —                 | 8     | 0     |
| Sibir Novosibirsk · Rusia         | Total               | 21    | 0     | 2             | 0             | 2                 | 0                 | 25    | 0     |
| Jagiellonia Białystok · Polonia   | 2011-12             | 0     | 0     | 1             | 0             | —                 | —                 | 1     | 0     |
| Shakhter Karagandá · Kazajistán   | 2012                | 26    | 3     | 5             | 1             | 2                 | 0                 | 33    | 4     |
| Shakhter Karagandá · Kazajistán   | 2013                | 21    | 4     | 3             | 0             | 6                 | 0                 | 30    | 4     |
| Astana · Kazajistán               | 2014                | 30    | 3     | 2             | 0             | 7                 | 1                 | 39    | 4     |
| Astana · Kazajistán               | 2015                | 30    | 8     | 3             | 0             | 10                | 2                 | 43    | 10    |
| Astana · Kazajistán               | 2016                | 30    | 1     | 2             | 0             | 11                | 0                 | 43    | 1     |
| Astana · Kazajistán               | Total               | 90    | 12    | 7             | 0             | 28                | 3                 | 125   | 15    |
| APOEL Nicosia Chipre              | 2017                | 13    | 1     | 2             | 0             | —                 | —                 | 15    | 1     |
| Ordabasy · Kazajistán             | 2017                | 12    | 0     | —             | —             | —                 | —                 | 12    | 0     |
| Shakhtyor Soligorsk · Bielorrusia | 2018                | 16    | 0     | 1             | 0             | 4                 | 0                 | 21    | 0     |
| FC Irtysh Pavlodar · Kazajistán   | 2019                | 15    | 3     | 2             | 1             | —                 | —                 | 17    | 4     |
| Barnechea · Chile                 | 2021                | 15    | 1     | 1             | 0             | —                 | —                 | 16    | 2     |
| Shakhter Karagandá · Kazajistán   | 2022                | 25    | 2     | 5             | 1             | —                 | —                 | 30    | 3     |
| Shakhter Karagandá · Kazajistán   | 2023                | 23    | 2     | 3             | 1             | —                 | —                 | 26    | 3     |
| Shakhter Karagandá · Kazajistán   | 2024                | 22    | 2     | 4             | 2             | —                 | —                 | 26    | 6     |
| Shakhter Karagandá · Kazajistán   | Total               | 117   | 13    | 20            | 5             | 8                 | 0                 | 145   | 18    |
| Total en su carrera               | Total en su carrera | 280   | 27    | 39            | 4             | 46                | 3                 | 362   | 35    |

## Palmarés

### Campeonatos nacionales
| Título              | Club                   | País       | Año  |
| ------------------- | ---------------------- | ---------- | ---- |
| Torneo Finalización | Independiente Medellín | Colombia   | 2009 |
| Super Liga          | Shakhter Karagandá     | Kazajistán | 2012 |
| Supercopa           | Shakhter Karagandá     | Kazajistán | 2013 |
| Super Liga          | Astana                 | Kazajistán | 2014 |
| Supercopa           | Astana                 | Kazajistán | 2015 |
| Liga Premier        | Astana                 | Kazajistán | 2015 |
| Liga Premier        | Astana                 | Kazajistán | 2016 |
| Copa de Kazajistán  | Astana                 | Kazajistán | 2016 |
| Primera División    | APOEL Nicosia          | Chipre     | 2017 |

### Distinciones individuales
| Distinción                                          | Año  |
| --------------------------------------------------- | ---- |
| Mejor jugador de la Liga Premier de Kazajistán 2015 | 2015 |